# Rosička (kraj południowoczeski)
Rosička – wieś i gmina w Czechach, w powiecie Jindřichův Hradec, w kraju południowoczeski.
1 stycznia 2017 gminę zamieszkiwało 61 osób, a ich średni wiek wynosił 52,5 roku.